# Helius Eobanus Hessus
Helius Eobanus Hessus (ur. 6 stycznia 1488, zm. 5 października 1540 w Marburgu) – poeta niemiecki tworzący w języku łacińskim.

## Życiorys
Urodził się w Halgehausen w Hesji-Kassel w rodzinie noszącej nazwisko Koch. Imię Helius wzięło się stąd, że przyszedł na świat w niedzielę. Drugie imię pochodziło od patrona, lokalnego świętego Eobana, zaś nazwisko od nazwy kraju urodzenia. W 1504 wstąpił na uniwersytet w Erfurcie. Po uzyskaniu dyplomu został rektorem szkoły Św. Sewerusa. lata 1509-1513 spędził na dworze biskupa Riesenburga. W 1517 powrócił do Erfurtu, gdzie został profesorem łaciny na uniwersytecie. Obracał się w kręgu humanistów takich jak Johann Reuchlin, Conrad Peutinger, Ulrich von Hutten i Conrad Mutianus. Znał się z Joachimem Camerariusem (Starszym) i Filipem Melanchtonem. Brał udział w sporach religijnych. Opowiedział się jako zwolennik Marcina Lutra i reformacji. Długim poematem wkupił się w łaski landgrafa Hesji, który mianował go profesorem poezji i historii w Marburgu. 

## Twórczość
Hessus pisał utwory historyczne, epigramaty, wiersze okazjonalne i idylle. Zostały one zebrane w tomie Sylvae. Jego najpopularniejszym dziełem były biblijne psalmy ujęte w dystychy. Z powodu tego przekładu Luter nazwał go "królem poetów" ("rex poetarum"). Przełożył też heksametrem Iliadę. Najbardziej oryginalnym utworem poety był zbiór Heroides naśladujący lirykę Owidiusza, składający się z listów znanych kobiet. Jest wśród nich utwór Maria Magdalena Iesu Christo (Maria Magdalena do Jezusa Chrystusa).